# Comuni della Repubblica Ceca (R)
Questa pagina contiene l'elenco dei comuni cechi il cui nome inizia con la lettera R.
Per ciascun comune sono indicati il distretto e la regione d'appartenenza. I comuni che hanno lo status di città (město) sono indicati in grassetto, quelli che hanno lo status di comune mercato (městys) in corsivo.
| Comune                           | Distretto           | Regione             |
| -------------------------------- | ------------------- | ------------------- |
| Rabakov                          | Mladá Boleslav      | Boemia centrale     |
| Rabí                             | Klatovy             | Plzeň               |
| Rabštejnská Lhota                | Chrudim             | Pardubice           |
| Ráby                             | Pardubice           | Pardubice           |
| Rabyně                           | Benešov             | Boemia centrale     |
| Racková                          | Zlín                | Zlín                |
| Rácovice                         | Třebíč              | Vysočina            |
| Račetice                         | Chomutov            | Ústí nad Labem      |
| Račice (Boemia centrale)         | Rakovník            | Boemia centrale     |
| Račice (Třebíč)                  | Třebíč              | Vysočina            |
| Račice (Žďár nad Sázavou)        | Žďár nad Sázavou    | Vysočina            |
| Račice (Ústí nad Labem)          | Litoměřice          | Ústí nad Labem      |
| Račice nad Trotinou              | Hradec Králové      | Hradec Králové      |
| Račice-Pístovice                 | Vyškov              | Moravia meridionale |
| Račín                            | Žďár nad Sázavou    | Vysočina            |
| Račiněves                        | Litoměřice          | Ústí nad Labem      |
| Radčice                          | Jablonec nad Nisou  | Liberec             |
| Radějov                          | Hodonín             | Moravia meridionale |
| Radějovice (Boemia centrale)     | Praha-východ        | Boemia centrale     |
| Radějovice (Boemia meridionale)  | Strakonice          | Boemia meridionale  |
| Radenice                         | Žďár nad Sázavou    | Vysočina            |
| Radenín                          | Tábor               | Boemia meridionale  |
| Radešín                          | Žďár nad Sázavou    | Vysočina            |
| Radešínská Svratka               | Žďár nad Sázavou    | Vysočina            |
| Radětice (Boemia centrale)       | Příbram             | Boemia centrale     |
| Radětice (Boemia meridionale)    | Tábor               | Boemia meridionale  |
| Radhostice                       | Prachatice          | Boemia meridionale  |
| Radhošť                          | Ústí nad Orlicí     | Pardubice           |
| Radíč                            | Příbram             | Boemia centrale     |
| Radíkov                          | Přerov              | Olomouc             |
| Radíkovice                       | Hradec Králové      | Hradec Králové      |
| Radim (Hradec Králové)           | Jičín               | Hradec Králové      |
| Radim (Boemia centrale)          | Kolín               | Boemia centrale     |
| Radiměř                          | Svitavy             | Pardubice           |
| Radimovice (Liberec)             | Liberec             | Liberec             |
| Radimovice u Tábora              | Tábor               | Boemia meridionale  |
| Radimovice u Želče               | Tábor               | Boemia meridionale  |
| Radkov (Jihlava)                 | Jihlava             | Vysočina            |
| Radkov (Moravia-Slesia)          | Opava               | Moravia-Slesia      |
| Radkov (Pardubice)               | Svitavy             | Pardubice           |
| Radkov (Boemia meridionale)      | Tábor               | Boemia meridionale  |
| Radkov (Žďár nad Sázavou)        | Žďár nad Sázavou    | Vysočina            |
| Radkova Lhota                    | Přerov              | Olomouc             |
| Radkovice                        | Plzeň-jih           | Plzeň               |
| Radkovice u Budče                | Třebíč              | Vysočina            |
| Radkovice u Hrotovic             | Třebíč              | Vysočina            |
| Radkovy                          | Přerov              | Olomouc             |
| Rádlo                            | Jablonec nad Nisou  | Liberec             |
| Radnice                          | Rokycany            | Plzeň               |
| Radňoves                         | Žďár nad Sázavou    | Vysočina            |
| Radňovice                        | Žďár nad Sázavou    | Vysočina            |
| Radomyšl                         | Strakonice          | Boemia meridionale  |
| Radonice (Ústí nad Labem)        | Chomutov            | Ústí nad Labem      |
| Radonice (Boemia centrale)       | Praha-východ        | Boemia centrale     |
| Radonín                          | Třebíč              | Vysočina            |
| Radostice                        | Brno-venkov         | Moravia meridionale |
| Radostín (Havlíčkův Brod)        | Havlíčkův Brod      | Vysočina            |
| Radostín (Žďár nad Sázavou)      | Žďár nad Sázavou    | Vysočina            |
| Radostín nad Oslavou             | Žďár nad Sázavou    | Vysočina            |
| Radostná pod Kozákovem           | Semily              | Liberec             |
| Radostov                         | Hradec Králové      | Hradec Králové      |
| Radošov                          | Třebíč              | Vysočina            |
| Radošovice (Boemia centrale)     | Benešov             | Boemia centrale     |
| Radošovice (Strakonice)          | Strakonice          | Boemia meridionale  |
| Radošovice (České Budějovice)    | České Budějovice    | Boemia meridionale  |
| Radotice                         | Třebíč              | Vysočina            |
| Radotín                          | Přerov              | Olomouc             |
| Radovesice                       | Litoměřice          | Ústí nad Labem      |
| Radovesnice I                    | Kolín               | Boemia centrale     |
| Radovesnice II                   | Kolín               | Boemia centrale     |
| Radslavice (Moravia meridionale) | Vyškov              | Moravia meridionale |
| Radslavice (Olomouc)             | Přerov              | Olomouc             |
| Raduň                            | Opava               | Moravia-Slesia      |
| Radvanec                         | Česká Lípa          | Liberec             |
| Radvanice (Hradec Králové)       | Trutnov             | Hradec Králové      |
| Radvanice (Olomouc)              | Přerov              | Olomouc             |
| Rájec                            | Šumperk             | Olomouc             |
| Rájec-Jestřebí                   | Blansko             | Moravia meridionale |
| Ráječko                          | Blansko             | Moravia meridionale |
| Rajhrad                          | Brno-venkov         | Moravia meridionale |
| Rajhradice                       | Brno-venkov         | Moravia meridionale |
| Rajnochovice                     | Kroměříž            | Zlín                |
| Rakousy                          | Semily              | Liberec             |
| Rakov                            | Přerov              | Olomouc             |
| Raková                           | Rokycany            | Plzeň               |
| Raková u Konice                  | Prostějov           | Olomouc             |
| Rakovice (Repubblica Ceca)       | Písek               | Boemia meridionale  |
| Rakovník                         | Rakovník            | Boemia centrale     |
| Rakůvka                          | Prostějov           | Olomouc             |
| Rakvice                          | Břeclav             | Moravia meridionale |
| Ralsko                           | Česká Lípa          | Liberec             |
| Raná (Pardubice)                 | Chrudim             | Pardubice           |
| Raná (Ústí nad Labem)            | Louny               | Ústí nad Labem      |
| Rančířov                         | Jihlava             | Vysočina            |
| Rantířov                         | Jihlava             | Vysočina            |
| Rapotice                         | Třebíč              | Vysočina            |
| Rapotín                          | Šumperk             | Olomouc             |
| Rapšach                          | Jindřichův Hradec   | Boemia meridionale  |
| Rasošky                          | Náchod              | Hradec Králové      |
| Raspenava                        | Liberec             | Liberec             |
| Rašín                            | Jičín               | Hradec Králové      |
| Raškovice                        | Frýdek-Místek       | Moravia-Slesia      |
| Rašov                            | Brno-venkov         | Moravia meridionale |
| Rašovice (Boemia centrale)       | Kutná Hora          | Boemia centrale     |
| Rašovice (Moravia meridionale)   | Vyškov              | Moravia meridionale |
| Rataje (Boemia centrale)         | Benešov             | Boemia centrale     |
| Rataje (Zlín)                    | Kroměříž            | Zlín                |
| Rataje (Boemia meridionale)      | Tábor               | Boemia meridionale  |
| Rataje nad Sázavou               | Kutná Hora          | Boemia centrale     |
| Ratboř                           | Kolín               | Boemia centrale     |
| Ratenice                         | Kolín               | Boemia centrale     |
| Ratiboř (Zlín)                   | Vsetín              | Zlín                |
| Ratiboř (Boemia meridionale)     | Jindřichův Hradec   | Boemia meridionale  |
| Ratibořské Hory                  | Tábor               | Boemia meridionale  |
| Ratíškovice                      | Hodonín             | Moravia meridionale |
| Ratměřice                        | Benešov             | Boemia centrale     |
| Razová                           | Bruntál             | Moravia-Slesia      |
| Ražice                           | Písek               | Boemia meridionale  |
| Rebešovice                       | Brno-venkov         | Moravia meridionale |
| Rejchartice                      | Šumperk             | Olomouc             |
| Rejštejn                         | Klatovy             | Plzeň               |
| Rešice                           | Znojmo              | Moravia meridionale |
| Roblín                           | Praha-západ         | Boemia centrale     |
| Ročov                            | Louny               | Ústí nad Labem      |
| Rodinov                          | Pelhřimov           | Vysočina            |
| Rodkov                           | Žďár nad Sázavou    | Vysočina            |
| Rodná                            | Tábor               | Boemia meridionale  |
| Rodvínov                         | Jindřichův Hradec   | Boemia meridionale  |
| Rohatec                          | Hodonín             | Moravia meridionale |
| Rohatsko                         | Mladá Boleslav      | Boemia centrale     |
| Rohenice                         | Rychnov nad Kněžnou | Hradec Králové      |
| Rohle                            | Šumperk             | Olomouc             |
| Rohov (Repubblica Ceca)          | Opava               | Moravia-Slesia      |
| Rohovládova Bělá                 | Pardubice           | Pardubice           |
| Rohozec (Moravia meridionale)    | Brno-venkov         | Moravia meridionale |
| Rohozec (Boemia centrale)        | Kutná Hora          | Boemia centrale     |
| Rohozná (Vysočina)               | Jihlava             | Vysočina            |
| Rohozná (Pardubice)              | Svitavy             | Pardubice           |
| Rohoznice (Hradec Králové)       | Jičín               | Hradec Králové      |
| Rohoznice (Pardubice)            | Pardubice           | Pardubice           |
| Rohy                             | Třebíč              | Vysočina            |
| Rochlov                          | Plzeň-sever         | Plzeň               |
| Rochov                           | Litoměřice          | Ústí nad Labem      |
| Rojetín                          | Brno-venkov         | Moravia meridionale |
| Rokle                            | Chomutov            | Ústí nad Labem      |
| Rokycany                         | Rokycany            | Plzeň               |
| Rokytá                           | Mladá Boleslav      | Boemia centrale     |
| Rokytňany                        | Jičín               | Hradec Králové      |
| Rokytnice (Zlín)                 | Zlín                | Zlín                |
| Rokytnice (Olomouc)              | Přerov              | Olomouc             |
| Rokytnice nad Jizerou            | Semily              | Liberec             |
| Rokytnice nad Rokytnou           | Třebíč              | Vysočina            |
| Rokytnice v Orlických horách     | Rychnov nad Kněžnou | Hradec Králové      |
| Rokytno                          | Pardubice           | Pardubice           |
| Rokytovec                        | Mladá Boleslav      | Boemia centrale     |
| Ronov nad Doubravou              | Chrudim             | Pardubice           |
| Ropice                           | Frýdek-Místek       | Moravia-Slesia      |
| Roprachtice                      | Semily              | Liberec             |
| Roseč                            | Jindřichův Hradec   | Boemia meridionale  |
| Rosice                           | Brno-venkov         | Moravia meridionale |
| Rosice (Pardubice)               | Chrudim             | Pardubice           |
| Rosička (Vysočina)               | Žďár nad Sázavou    | Vysočina            |
| Rosička (Boemia meridionale)     | Jindřichův Hradec   | Boemia meridionale  |
| Rosovice                         | Příbram             | Boemia centrale     |
| Rostěnice-Zvonovice              | Vyškov              | Moravia meridionale |
| Rostoklaty                       | Kolín               | Boemia centrale     |
| Roštění                          | Kroměříž            | Zlín                |
| Roštín                           | Kroměříž            | Zlín                |
| Rotava                           | Sokolov             | Karlovy Vary        |
| Roubanina                        | Blansko             | Moravia meridionale |
| Roudná                           | Tábor               | Boemia meridionale  |
| Roudné                           | České Budějovice    | Boemia meridionale  |
| Roudnice                         | Hradec Králové      | Hradec Králové      |
| Roudnice nad Labem               | Litoměřice          | Ústí nad Labem      |
| Roudno                           | Bruntál             | Moravia-Slesia      |
| Rouchovany                       | Třebíč              | Vysočina            |
| Roupov                           | Plzeň-jih           | Plzeň               |
| Rousínov                         | Vyškov              | Moravia meridionale |
| Rouské                           | Přerov              | Olomouc             |
| Rousměrov                        | Žďár nad Sázavou    | Vysočina            |
| Rovečné                          | Žďár nad Sázavou    | Vysočina            |
| Rovensko                         | Šumperk             | Olomouc             |
| Rovensko pod Troskami            | Semily              | Liberec             |
| Rovná (Vysočina)                 | Pelhřimov           | Vysočina            |
| Rovná (Karlovy Vary)             | Sokolov             | Karlovy Vary        |
| Rovná (Boemia meridionale)       | Strakonice          | Boemia meridionale  |
| Rozdrojovice                     | Brno-venkov         | Moravia meridionale |
| Rozhovice                        | Chrudim             | Pardubice           |
| Rozhraní                         | Svitavy             | Pardubice           |
| Rozkoš                           | Znojmo              | Moravia meridionale |
| Rozseč (Jihlava)                 | Jihlava             | Vysočina            |
| Rozseč (Žďár nad Sázavou)        | Žďár nad Sázavou    | Vysočina            |
| Rozseč nad Kunštátem             | Blansko             | Moravia meridionale |
| Rozsíčka                         | Blansko             | Moravia meridionale |
| Rozsochatec                      | Havlíčkův Brod      | Vysočina            |
| Rozsochy                         | Žďár nad Sázavou    | Vysočina            |
| Rozstání (Olomouc)               | Prostějov           | Olomouc             |
| Rozstání (Pardubice)             | Svitavy             | Pardubice           |
| Roztoky (Praha-západ)            | Praha-západ         | Boemia centrale     |
| Roztoky (Rakovník)               | Rakovník            | Boemia centrale     |
| Roztoky u Jilemnice              | Semily              | Liberec             |
| Roztoky u Semil                  | Semily              | Liberec             |
| Rozvadov                         | Tachov              | Plzeň               |
| Rožďalovice                      | Nymburk             | Boemia centrale     |
| Rožmberk nad Vltavou             | Český Krumlov       | Boemia meridionale  |
| Rožmitál na Šumavě               | Český Krumlov       | Boemia meridionale  |
| Rožmitál pod Třemšínem           | Příbram             | Boemia centrale     |
| Rožná                            | Žďár nad Sázavou    | Vysočina            |
| Rožnov                           | Náchod              | Hradec Králové      |
| Rožnov pod Radhoštěm             | Vsetín              | Zlín                |
| Rpety                            | Beroun              | Boemia centrale     |
| Rtyně nad Bílinou                | Teplice             | Ústí nad Labem      |
| Rtyně v Podkrkonoší              | Trutnov             | Hradec Králové      |
| Ruda (Boemia centrale)           | Rakovník            | Boemia centrale     |
| Ruda (Vysočina)                  | Žďár nad Sázavou    | Vysočina            |
| Ruda nad Moravou                 | Šumperk             | Olomouc             |
| Rudice (Zlín)                    | Uherské Hradiště    | Zlín                |
| Rudice (Moravia meridionale)     | Blansko             | Moravia meridionale |
| Rudíkov                          | Třebíč              | Vysočina            |
| Rudimov                          | Zlín                | Zlín                |
| Rudka (Repubblica Ceca)          | Brno-venkov         | Moravia meridionale |
| Rudlice                          | Znojmo              | Moravia meridionale |
| Rudná                            | Praha-západ         | Boemia centrale     |
| Rudná (Pardubice)                | Svitavy             | Pardubice           |
| Rudná pod Pradědem               | Bruntál             | Moravia-Slesia      |
| Rudník (Repubblica Ceca)         | Trutnov             | Hradec Králové      |
| Rudolec                          | Žďár nad Sázavou    | Vysočina            |
| Rudolfov                         | České Budějovice    | Boemia meridionale  |
| Rudoltice                        | Ústí nad Orlicí     | Pardubice           |
| Rumburk                          | Děčín               | Ústí nad Labem      |
| Ruprechtov                       | Vyškov              | Moravia meridionale |
| Rusava                           | Kroměříž            | Zlín                |
| Rusín                            | Bruntál             | Moravia-Slesia      |
| Rušinov                          | Havlíčkův Brod      | Vysočina            |
| Růžďka                           | Vsetín              | Zlín                |
| Růžená                           | Jihlava             | Vysočina            |
| Růžová                           | Děčín               | Ústí nad Labem      |
| Rybí                             | Nový Jičín          | Moravia-Slesia      |
| Rybitví                          | Pardubice           | Pardubice           |
| Rybná nad Zdobnicí               | Rychnov nad Kněžnou | Hradec Králové      |
| Rybné                            | Jihlava             | Vysočina            |
| Rybnice                          | Plzeň-sever         | Plzeň               |
| Rybníček (Vysočina)              | Havlíčkův Brod      | Vysočina            |
| Rybníček (Moravia meridionale)   | Vyškov              | Moravia meridionale |
| Rybník (Plzeň)                   | Domažlice           | Plzeň               |
| Rybník (Pardubice)               | Ústí nad Orlicí     | Pardubice           |
| Rybníky (Boemia centrale)        | Příbram             | Boemia centrale     |
| Rybníky (Moravia meridionale)    | Znojmo              | Moravia meridionale |
| Rybniště                         | Děčín               | Ústí nad Labem      |
| Rychnov na Moravě                | Svitavy             | Pardubice           |
| Rychnov nad Kněžnou              | Rychnov nad Kněžnou | Hradec Králové      |
| Rychnov u Jablonce nad Nisou     | Jablonec nad Nisou  | Liberec             |
| Rychnovek                        | Náchod              | Hradec Králové      |
| Rychvald                         | Karviná             | Moravia-Slesia      |
| Ryjice                           | Ústí nad Labem      | Ústí nad Labem      |
| Rýmařov                          | Bruntál             | Moravia-Slesia      |
| Rymice                           | Kroměříž            | Zlín                |
| Rynárec                          | Pelhřimov           | Vysočina            |
| Rynholec                         | Rakovník            | Boemia centrale     |
| Rynoltice                        | Liberec             | Liberec             |
| Rýžoviště                        | Bruntál             | Moravia-Slesia      |